# Minimum-shift keying
Pour les articles homonymes, voir MSK.

Diagramme de constellation CPM

La modulation minimum-shift keying (MSK) est un type de modulation numérique par déplacement de fréquence à phase continue. Sur le principe du QPSK, la MSK est encodée par des bits alternant les moments en quadrature, la composante Q étant retardée de la moitié de la durée d'un symbole. Cependant, à l'inverse des signaux carrés utilisés en QPSK, la modulation MSK encode chaque bit sur une demi-sinusoïde. Un signal de module constant est obtenu, ce qui diminue les problèmes de distorsions non linéaires.

## Représentation mathématique
Le signal résultant est représenté par la formule :
{\displaystyle s(t)=a_{I}(t)\cos {\left({\frac {{\pi }t}{2T}}\right)}\cos {(2{\pi }f_{c}t)}-a_{Q}(t)\sin {\left({\frac {{\pi }t}{2T}}\right)}\sin {\left(2{\pi }f_{c}t\right)}}
dans lequel {\displaystyle a_{I}(t)~} et {\displaystyle a_{Q}(t)~} encodent respectivement les informations paires et impaires avec une séquence de pulsations carrées d'une durée de 2T.
Par identité trigonométrique, ceci peut être réécrit dans une forme dans laquelle phase et fréquence de modulation sont plus parlantes :
{\displaystyle s(t)=\cos[2\pi f_{c}t+b_{k}(t){\frac {\pi t}{2T}}+\phi _{k}]}
avec {\displaystyle b_{k}(t)=+1~} lorsque {\displaystyle a_{I}(t)=a_{Q}(t)~}, et {\displaystyle b_{k}(t)=-1~} s'ils sont de signes opposés,
{\displaystyle \phi _{k}=0~} si {\displaystyle a_{I}(t)~} est 1, et {\displaystyle \phi _{k}=\pi ~} dans les autres cas.
Par conséquent, le signal est modulé en fréquence et en phase, et la phase varie de manière continue et linéaire.

## Minimum-shift keyinggaussien
En télécommunications numériques, la Gaussian minimum shift keying (GMSK) est une forme de modulation FSK à phase continue. Elle est similaire au MSK standard, cependant le flux de données numériques est tout d'abord mis en forme par un filtre gaussien avant d'être appliqué au modulateur de fréquence. Cette étape a l'avantage de réduire la puissance de la bande latérale, qui à son tour réduit les interférences hors bande avec les canaux de fréquences adjacentes. Hélas, le filtre gaussien augmente également la mémoire de modulation dans le système et entraîne des interférences inter-symboles, rendant plus difficile encore le décodage des différentes données transmises et nécessitant des algorithmes d'égalisation des canaux plus complexes au niveau du récepteur, à l'exemple de l'égaliseur adaptatif (en).

### Applications
Le GMSK est surtout connu pour son utilisation dans les réseaux mobiles GSM.

### Efficacité spectrale
Le GMSK possède une grande efficacité spectrale (nombre de bits transmis par seconde par hertz de fréquence), mais nécessite une puissance électrique plus élevée que le QPSK par exemple, pour transmettre la même quantité d'informations de manière fiable.